# Liparetrus malara
Liparetrus malara är en skalbaggsart som beskrevs av Britton 1959. Liparetrus malara ingår i släktet Liparetrus och familjen Melolonthidae. Inga underarter finns listade i Catalogue of Life.